# Kleinbladige wespenorchis
De kleinbladige wespenorchis of ook wel kleine wespenorchis (Epipactis microphylla) is een orchidee. Het is een soort die voorkomt in lichte bossen en bosranden van Midden- tot Zuid-Europa. In België is de soort zeer zeldzaam. De Nederlandse en botanische namen wijzen naar de, in verhouding met andere wespenorchissen, erg kleine bladeren. Sommige exemplaren hebben helemaal geen bladgroen en zijn epiparasitair.

## Kenmerken

### Plant
De kleinbladige wespenorchis is een onopvallende, kleine, vaste plant die elk jaar opnieuw een bloemstengel vormt. De stengels zijn slechts 15-30 cm hoog, alleenstaand, onderaan rood aangelopen en bovenaan dicht en viltig behaard. Een bloemstengel draagt een ijle tros van vier tot dertig bloemen. De hele plant heeft een vanilleachtige geur.

### Bladeren
Langs de stengel staan maximaal zes 1-3 cm lange, stengelomvattende vlezige bladeren in een spiraal gerangschikt.

### Bloemen
De bloemen zijn zeer onopvallend, minder dan 1 cm groot en bleekgroen tot donkerviolet van kleur. De lip bestaat uit twee delen, een hypochiel en een epichiel (typisch voor wespenorchissen) en is slechts enkele millimeters lang en wit tot rozig gekleurd.
De bloeitijd is van midden juni tot begin juli.

## Voortplanting en levenswijze
De kleinbladige wespenorchis lokt zijn bestuivers voornamelijk door zijn geur. Bestuiving gebeurt meestal door sociale wespen.
Merkwaardig is dat deze plant, net als enkele andere wespenorchissen, bij gebrek aan bestuivers ook zichzelf kunnen bevruchten (autogamie).
De meeste kleine wespenorchissen hebben bladgroen of chlorofyl waarmee ze zelf koolhydraten kunnen aanmaken, maar sommige hebben dat niet (achlorofyl). De laatsten rekenen voor hun koolhydraten volledig op symbiotische schimmels of mycorrhiza. Men spreekt dan ook wel van epiparasieten.

## Habitat
De kleinbladige wespenorchis is een soort van open plaatsen in loofbossen (vooral beuken- en haagbeukenbossen), bosranden en soms in lichte naaldbossen, liefst op kalkrijke grond, in de schaduw of halfschaduw.

## Voorkomen
De kleinbladige wespenorchis komt voor in Midden- en Zuid-Europa en in het Middellands Zeegebied tot in Klein-Azië. De plant is weinig variabel.
In België is de soort zeldzaam in het hele land. In Nederland komt de soort niet voor.
Door zijn geringe grootte en onopvallende kleur wordt de plant echter dikwijls over het hoofd gezien.

## Verwante en gelijkende soorten
De kleinbladige wespenorchis behoort tot het geslacht van de wespenorchissen, waarvan een tiental soorten in België en Nederland voorkomen. Maar door zijn ijle bloemtros, kleine bladeren en bloemen is hij nauwelijks met een andere wespenorchis te verwarren.

## Bedreiging en bescherming
De belangrijkste bedreiging is het verlies van hun biotoop.
In België staat de soort op de Lijst van wettelijk beschermde planten in België.

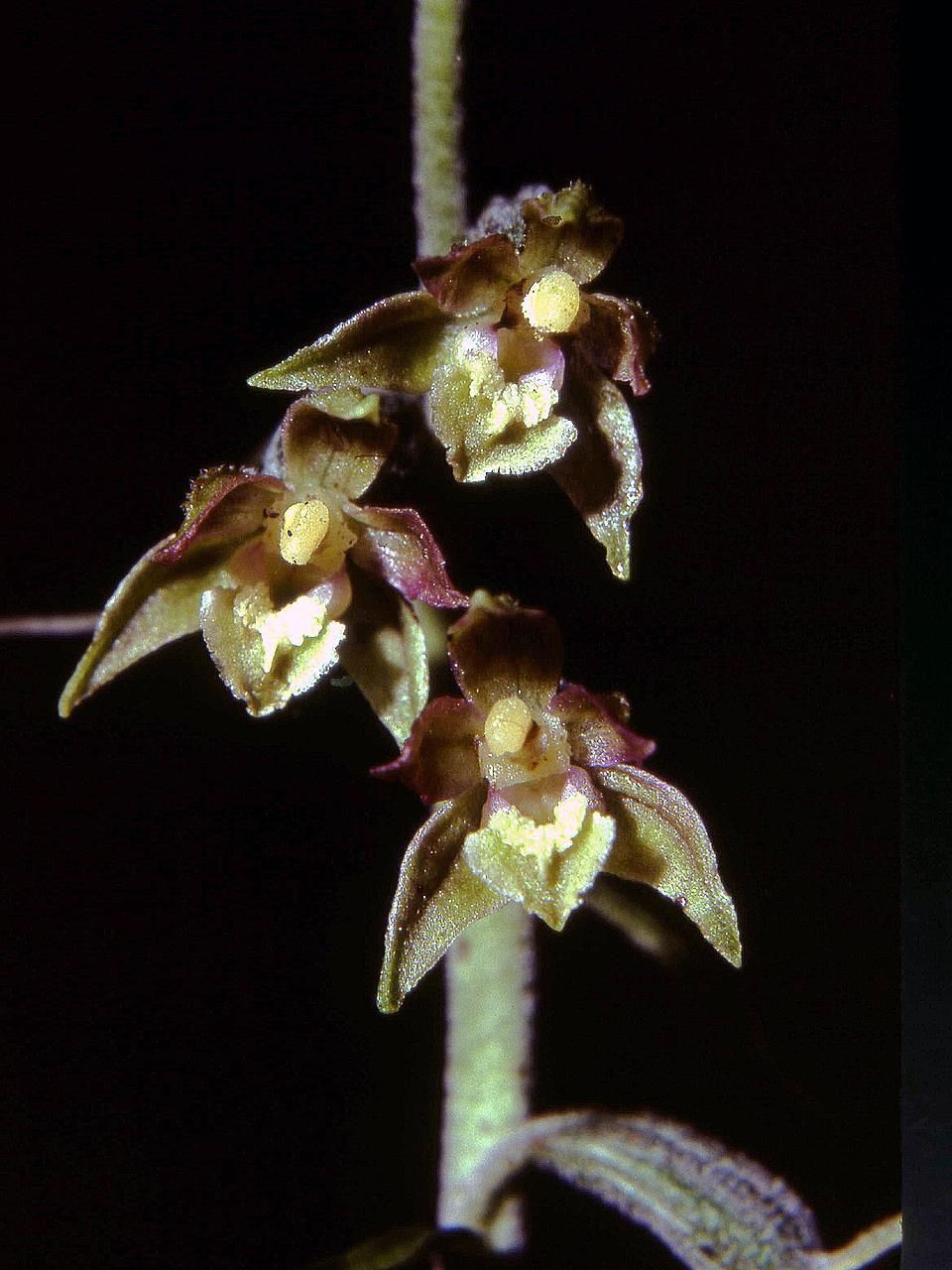
Kleinbladige wespenorchis, Saarland (Duitsland)

Sectie Arthrochilium

E. palustris (Moeraswespenorchis)

Sectie Cymbochilium

E. veratrifolia

Sectie Epipactis · Ondersectie Autogamepactis 

E. aspromontana · E. bugacensis · E. campeadori · E. cretica · E. danubialis · E. dunensis · E. flaminia · E. futakii · E. greuteri · E. komoricensis · E. leptochilla (Smallippige wespenorchis) · E. leptochila var. neglecta (Vergeten wespenorchis) · E. muelleri (Geelgroene wespenorchis) · E. nauosaensis · E. nordeniorum · E. olympica · E. peitzii · E. placentina · E. pontica · E. provincialis · E. rhodanensis · E. sancta · E. schubertiorum · E. voethi

Sectie Epipactis · Ondersectie Epipactis 

E. degenii · E. densifolia · E. dunensis · E. guegelii · E. helleborine (Brede wespenorchis) · E. helleborine subsp. neerlandica (Duinwespenorchis) · E. heraclea · E. lapidocampi · E. rhodanensis · E. tremolsii · E. turcica

Sectie Epipactis · Ondersectie Porphyreochromatae

E. bythinica · E. distans · E. lusiticana · E. meridionalis · E. pollinensis · E. pseudopurpurata · E. rechingeri · E. troodi · E. purpurata (Paarse wespenorchis)

Sectie Rhytidochilum

E. atrorubens (Bruinrode wespenorchis) · E. cardina · E. condensata · E. kleinii · E. microphylla (Kleinbladige wespenorchis) · E. spiridonovii · E. subclausa 

Sectie Ripariphilae

E. albensis · E. confusa · E. fageticola · E. fibri · E. gracilis · E. mecsekensis · E. persica · E. phyllanthes (Dichte wespenorchis) · E. tallosii